# It's All Tears (Drown in This Love)
"It's All Tears (Drown in This Love)" es una canción de la banda finlandesa HIM, lanzada en 1997 como quinta canción de su álbum Greatest Love Songs Vol. 666.
En 2004 se lanzó la primera compilación de canciones de la banda, And Love Said No: The Greatest Hits 1997–2004 con una regrabación de "It's All Tears (Drown in This Love)"
El sencillo salió en 1999 en Alemania. La canción termina repentinamente, pero no hay ningún error en ella.

## Lista de canciones
1. "It's All Tears (Drown in This Love)" – 3:47
2. "The Heartless" (Club Remix) – 3:58